# Dąbrowa Kozłowska
Dąbrowa Kozłowska (prononciation : [dɔmˈbrɔva kɔˈzwɔfska]) est un village polonais de la gmina de Jastrzębia dans le powiat de Radom de la voïvodie de Mazovie dans le centre-est de la Pologne.
Il se situe à environ 10 kilomètres au nord-est de Radom (siège du powiat) et à 87 kilomètres au sud de Varsovie (capitale de la Pologne).

## Histoire
De 1975 à 1998, le village appartenait administrativement à la voïvodie de Radom.